# 新日本プロレス学校
新日本プロレス学校（しんにほんプロレスがっこう）は、かつて新日本プロレスが開校していたプロレスラー養成所。

## 概要
1988年4月、山本小鉄が野毛道場を開放する形で開校。プロレスラーの志望者を募り山本小鉄が直接プロレスのトレーニング方法を指導するというのが当時の売り文句であった。
卒業したとしてもプロレスラーとしてのデビューが約束されたものではなかったが、身長が足りずにプロレスラーへの道を断念していた者にとっては朗報であり、約2年間の活動で間接的にではあるが多数のプロレスラーを輩出している。
設立の背景には当時の日本マット界において山本小鉄や獣神サンダー・ライガーのように身長が足りない者にとってプロレスラーとしてデビューするのはレスリング、ボクシング、空手、相撲、柔道など、ほかのスポーツで顕著な実績を積まない限り当時の日本でプロレスラーとしてデビューするのは不可能に近かったという事情があり、そのような条件を度外視して門戸を開放したことは後の日本マット界に大きな影響を与えた。

## 講師

### 校長
- 山本小鉄

### インストラクター
- 中島半蔵

## 出身者
- 三澤威
- ザ・グレート・サスケ
- 天山広吉
- 西村修
- 金原弘光
- 浅子覚
- 幸村ケンシロウ
- 池田大輔
- 臼田勝美
- 渡辺宏志

## 後継
2018年7月、フィットネスを目的としたプロレス式トレーニングを指導する「The Third Generation Club」が開始された。第三世代の所属選手を中心に直接トレーニングを学ぶことができる。
2023年3月27日、LA道場にプロレススクール「NJPW ACADEMY」を開校。所属選手から直接技術指導を受けることができる。